# Celastrus
Celastrus es un género que comprende unas 30 especies de arbustos o enredaderas pertenecientes a la familia Celastraceae. Comprende 349 especies descritas y de estas, solo 38 aceptadas.
Tienen una amplia distribución en el este de Asia, Australasia, África y  América. 

## Descripción

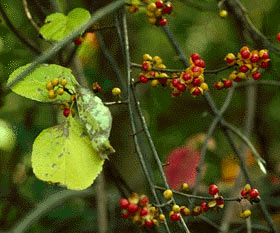
Celastrus orbiculatus.

Son arbustos o enredaderas con hojas alternas, simples y ovoides, de 5-20 cm de longitud. Las flores son pequeñas, blancas, rosas o verdosas y nacen en grandes panículas. El fruto es una drupa roja con tres valvas. El fruto es el alimento de pájaros que dispersan sus semillas. Los frutos son venenosos para los humanos.

## Taxonomía
El género fue descrito por Carlos Linneo y publicado en Species Plantarum 1: 196. 1753. La especie tipo es: Celastrus scandens L.	

## Especies aceptadas
A continuación se brinda un listado de las especies del género Celastrus aceptadas hasta julio de 2014, ordenadas alfabéticamente. Para cada una se indica el nombre binomial seguido del autor, abreviado según las convenciones y usos.	
- Celastrus aculeatus Merr.
- Celastrus angulatus Maxim.
- Celastrus caseariifolius Lundell
- Celastrus cuneatus (Rehder & E.H.Wilson) C.Y.Cheng & T.C.Kao
- Celastrus flagellaris Rupr.
- Celastrus franchetianus Loes.
- Celastrus gemmatus Loes.
- Celastrus glaucophyllus Rehder & E.H.Wilson
- Celastrus hindsii Benth.
- Celastrus hirsutus Comber
- Celastrus hookeri Prain
- Celastrus hypoleucoides P.L.Chiu
- Celastrus hypoleucus (Oliv.) Warb. ex Loes.
- Celastrus kusanoi Hayata
- Celastrus lenticellatus Lundell
- Celastrus liebmannii Standl.
- Celastrus madagascariensis Loes.
- Celastrus membranifolius Prain
- Celastrus microcarpus D.Don
- Celastrus monospermoides Loes.
- Celastrus monospermus Roxb.
- Celastrus novoguineensis Merr. & L.M.Perry
- Celastrus orbiculatus Thunb.)
- Celastrus pachyrachis Lundell
- Celastrus panamensis Lundell
- Celastrus paniculatus Willd.
- Celastrus pringlei Rose
- Celastrus punctatus Thunb.
- Celastrus richii A.Gray
- Celastrus rosthornianus Loes.;
- Celastrus scandens L.)
- Celastrus strigillosa Nakai
- Celastrus stylosus Wall.
- Celastrus subspicatus Hook.
- Celastrus vaniotii (H.Lév.) Rehder
- Celastrus virens (F.T.Wang & Tang) C.Y.Cheng & T.C.Kao
- Celastrus vulcanicolus Donn.Sm.
- Celastrus xizangensis Y.R.Li